# Уилсон (тауншип, округ Уинона, Миннесота)
Уилсон (англ. Wilson) — тауншип в округе Уинона, Миннесота, США. На 2000 год его население составило 1152 человека.

## География
По данным Бюро переписи населения США площадь тауншипа составляет 90,6 км², из которых 90,6 км² занимает суша, водоёмов нет.

## Демография
По данным переписи населения 2000 года здесь находились 1152 человека, 429 домохозяйств и 328 семей.  Плотность населения —  12,7 чел./км².  На территории тауншипа расположено 446 построек со средней плотностью 4,9 построек на один квадратный километр. Расовый состав населения: 99,05 % белых, 0,09 % коренных американцев, 0,35 % азиатов, 0,35 % — других рас США и 0,17 % приходится на две или более других рас. Испанцы или латиноамериканцы любой расы составляли 0,52 % от популяции тауншипа.
Из 429 домохозяйств в 32,6 % воспитывались дети до 18 лет, в 69,2 % проживали супружеские пары, в 3,3 % проживали незамужние женщины и в 23,5 % домохозяйств проживали несемейные люди. 18,2 % домохозяйств состояли из одного человека, при том 7,2 % из — одиноких пожилых людей старше 65 лет. Средний размер домохозяйства — 2,68, а семьи — 3,08 человека.
23,9 % населения — младше 18 лет, 8,0 % — в возрасте от 18 до 24 лет, 24,1 % — от 25 до 44, 31,1 % — от 45 до 64, и 12,9 % — старше 65 лет. Средний возраст — 42 года. На каждые 100 женщин приходилось 106,8 мужчин.  На каждые 100 женщин старше 18 приходилось 114,4 мужчин.
Средний годовой доход домохозяйства составлял 52 422 доллара, а средний годовой доход семьи —  56 750 долларов. Средний доход мужчин —  35 000  долларов, в то время как у женщин — 23 239. Доход на душу населения составил 25 832 доллара. За чертой бедности находились 0,9 % семей и 2,0 % всего населения тауншипа.